# Ali Jabbari
Ali Jabbari (in persiano علی جباری‎; Tehran, 20 luglio 1946) è un ex calciatore iraniano, di ruolo centrocampista.

## Carriera

### Club
Ha giocato per quasi 20 anni nel campionato iraniano.

### Nazionale
Con la maglia della nazionale  ha collezionato 37 presenze e 10 gol, vincendo per due volte anche la Coppa d'Asia.

## Palmarès

### Nazionale
- Coppa d'Asia: 2

1968, 1972